# MACBETH SHOES
MACBETH SHOES(マクベス・シューズ)とは2001年にブリンク 182のトム・デロング、マーク・ホッパスらによって南カリフォルニアに設立されたシューズブランド。
ちなみに、ホッパスはすでに株式を手放している。
ATTICUSに賛同した多くのバンドが、バンドマンの為のシューズが欲しくなりスタートした。